# Thallomys paedulcus
Thallomys paedulcus es una especie de roedor de la familia Muridae.

## Distribución geográfica
Se encuentra en Botsuana, República Democrática del Congo, Etiopía, Kenia, Malaui, Mozambique, Namibia, Somalía, Sudáfrica, Suazilandia, Tanzania, Zambia, y Zimbabue.

## Hábitat
Su hábitat natural es: clima tropical o clima subtropical, matorrales secos.